# 福島原子力企業協議会
福島原子力企業協議会（ふくしまげんしりょくきぎょうきょうぎかい）は、東京電力福島第一原子力発電所、福島第二原子力発電所の定期検査、保修工事、委託業務に関わる元請企業とその協力会社を会員とする任意団体である。

## 沿革
元々、福島第一原子力発電所構内には四次下請けまで約250社の事務所が散在し、1982年までの実績でピーク時に約5000名の作業員が就労していた。しかし、これらの事務所は発電所の建設時に建てられたものであり、老朽化が進行していた。また、当時は1基の定期検査でも2000名の作業員を要すると見積もられたため、事務所を集中化することとなった。
このため、東京電力は福島第一原子力発電所構内西側に「請負企業センター」として定期検査や保修工事に従事する三次、四次下請け企業を収容する建物を建設し、事務所の集約を図った。請負企業センターは1982年4月に着工され、同年11月に完成した。この施設を管理、運営するため、東京電力は東双不動産管理を設立した。竣工時は下記のようになっていた。
- 敷地面積：7万平方メートル[2]。
- 建物：各棟3階建て。事務所専用棟8棟、共用施設1棟（研修室、軽食堂等）。他に体育用グラウンド[2]。
- 建物延べ面積：1万4200平方メートル
- 収容人員：4500名
- 総工費：20億円

そして、この請負企業センターに入った下請企業側は同年11月、福島原子力工事協議会を組織し、技能訓練の向上や労働環境の改善を目標とした。その後、協議会は福島第二原子力発電所にも拠点を置いた。また、名称は1994年6月に福島原子力企業協議会に改められた。
それまで技能向上訓練や放射線管理教育は各社、各職種別々に実施していた。背景としては、原子力発電所の検査、保修では作業が職種ごとに進行する点もあった。この協会が設立されたことで、設備、組織両面から各社の共同研修が可能となり、情報交換や協業化も進める一助とする予定であった。

## 会員
会員は上記のように定期検査、保修工事に関わる元請企業と協力会社の全てだが、この他、特別会員が設けられ、元請企業及びこれに準ずる企業として理事会の承認を得た企業として、協力企業数十社と東京電力で構成されている。
特別会員一覧
- IHI
- アスク・サンシンエンジニアリング
- アトックス
- ALSOK福島
- 安藤・間
- ウツエバルブサービス
- 宇徳
- エイブル
- 荏原工業洗浄
- 応用地質
- 岡野バルブ製造
- オルガノ
- 鹿島建設
- 片岡建設
- 関電工
- 関電プラント
- 熊谷組
- 五洋建設
- 山九
- 芝工業
- 清水建設
- 新日本空調
- 倉伸
- 相双生コンクリート協同組合
- 大成建設
- 太平電業
- 竹中工務店
- 東亜建設工業
- 東京エネシス
- 東京電力ホールディングス
- 東京パワーテクノロジー
- 東京防災設備
- 東京レコードマネジメント
- 東芝エネルギーシステムズ≈
- 東芝プラントシステム
- 東双不動産管理
- 東電設計
- 東電物流
- 東洋エンジニアリング
- 中里工務店
- 日本碍子
- 日本原子力防護システム
- 日本フィールド・エンジニアリング
- ネクセライズ
- 浜通り交通
- 日立GEニュークリア・エナジー
- 日立システムズパワーサービス
- 日立プラントコンストラクション
- 福浜大一建設
- 報徳バス
- 前田建設工業
- マグナ通信工業
- 三井住友建設
- 三菱重工業

## 教育内容
福島県エネルギー政策検討会に提出された資料では下記のようになっている。
- 放射線防護教育[6]
- 安全特別教育
- 作業班長研修
- 定検保修技能
- 放射線管理員養成講座
- 浸透探傷試験技術者認定講習会
- その他、職長教育、足場組立作業主任者技能講習等

なお、東京電力はこの他、自社社員及び関係協力会社に対する訓練施設として、「福島原子力人材開発センター技能訓練棟」で研修、訓練活動を実施している。福島原子力人材開発センターは福島第一原子力発電所構内に設けられ、模擬原子炉建屋として同発電所3号機のフルスケールモデルや、共用訓練棟、制御棒駆動機構補修室、失敗に学ぶ教室などの建屋を有する。